# Augusto Magli
Augusto Magli (Molinella, 1923. március 9. – São Paulo, Brazília, 1998. november 1.) olasz labdarúgó-fedezet. 